# Arne Dahl: Dödsmässa
Arne Dahl: Dödsmässa (en inglés: "Arne Dahl: Requiem"), es una miniserie sueca transmitida del 1 de mayo del 2015 al 8 de mayo del 2015 y dirigida por Lisa Farzaneh.
Es la quinta miniserie y la séptima parte de la franquicia de Arne Dahl.
La miniserie es una adaptación a la pantalla de la novela "Arne Dahl: Dödsmässa" publicada en el 2004 del autor sueco Jan Arnald, quien en ocasiones firma bajo el seudónimo de "Arne Dahl".
La miniserie es precedida por Arne Dahl: En midsommarnattsdröm y sucedida por la miniserie Arne Dahl: Mörkertal.

## Historia
Temprano en la mañana la oficial Kerstin Holm se ve atrapada en un robo con violencia en una oficina bancaria en el centro de Estocolmo realizado por dos rusos, cuando la policía entra los ladrones ya han desaparecido y sin dejar rastro. Los eventos ponen a la Unidad Especial "Grupo A", bajo la supervisión de la inteligencia de los Estados Unidos, quienes toman el caso.
Cuando encuentran un escondite extraño dentro de una de las paredes del banco, con algunos secretos de la época de la Guerra Fría, pronto se hace claro para la unidad que los ladrones de bancos son sólo peones dentro de un juego más grande, que pronto cobrará más víctimas.
Por otro lado cuando Kerstin termina su relación con el detective Paul debido a su miedo a comprometerse, y comienza a salir con el detective Bengt Åkesson, Paul se pone celoso.

## Personajes

### Personajes principales
| Actor                | Personaje       | Ocupación                        | Especialidad              | Episodios | Duración |
| -------------------- | --------------- | -------------------------------- | ------------------------- | --------- | -------- |
| Malin Arvidsson      | Kerstin Holm    | Inspectora en Jefe de la Unidad  | -                         | 2         | 2015     |
| Shanti Roney         | Paul Hjelm      | Jefe de Asuntos Internos         | -                         | 2         | 2015     |
| Magnus Samuelsson    | Gunnar Nyberg   | Detective de la Unidad "Grupo A" | -                         | 2         | 2015     |
| Niklas Åkerfelt      | Arto Söderstedt | Detective de la Unidad "Grupo A" | Análisis                  | 2         | 2015     |
| Alexander Salzberger | Jorge Chavez    | Detective de la Unidad "Grupo A" | Tecnología en Información | 2         | 2015     |
| Vera Vitali          | Sara Svenhagen  | Detective de la Unidad "Grupo A" | Pedofília y Tráfico       | 2         | 2015     |
| Natalie Minnevik     | Ida Jankowicz   | Detective de la Unidad "Grupo A" | Idiomas                   | 2         | 2015     |

### Personajes secundarios
| Actor              | Personaje          | Ocupación                          | Episodios | Duración |
| ------------------ | ------------------ | ---------------------------------- | --------- | -------- |
| Alexander Karim    | Bengt Åkesson      | Detective del Escuadrón de Vicios  | 2         | 2015     |
| Kenneth Milldoff   | Frank Albrekt      | Comisionado Nacional de la Policía | 2         | 2015     |
| Ulric von der Esch | Kenneth Svärd      | -                                  | 2         | 2015     |
| Samuel Vauramo     | Vladimir Kozlov    | -                                  | 2         | 2015     |
| Adam Pålsson       | Eskil Trasteby     | -                                  | 2         | 2015     |
| Vanna Rosenberg    | Lotta Björk        | Secretaria                         | 2         | 2015     |
| Jonas Bergström    | Maj. Rudling       | Mayor                              | 2         | 2015     |
| Göran Engman       | Simon Vesterhage   | -                                  | 2         | 2015     |
| Kicki Bramberg     | Erika Vesterhage   | -                                  | 2         | 2015     |
| Sasha Becker       | Fanny Halvorsen    | -                                  | 2         | 2015     |
| Olle Jernberg      | Andeas Becker      | -                                  | 2         | 2015     |
| Maria Grip         | Gunilla Gudmundsen | -                                  | 2         | 2015     |
| Johan Lindell      | Heinz Fischer      | -                                  | 2         | 2015     |
| Bo Lyckman         | Steven Hicks       | -                                  | 2         | 2015     |
| Alexej Manvelov    | Michail Botkin     | -                                  | 2         | 2015     |
| Lars Göran Persson | Tore Mikaelis      | -                                  | 2         | 2015     |
| Manuel Dubra       | -                  | Enfermero                          | 2         | 2015     |
| Pelle Axnäs        | -                  | Taxista                            | 2         | 2015     |
| Omid Khansari      | -                  | Propietario de Lavandería          | 2         | 2015     |
| Andreas Kundler    | -                  | Empleado de Alquiler de Coches     | 2         | 2015     |
| Joakim Wirström    | -                  | Oficial del Equipo de Reacción     | 1         | 2015     |
| Jimmy Sjökvist     | -                  | Oficial del Equipo de Reacción     | 1         | 2015     |

## Episodios
La miniserie estuvo conformada por 2 episodios.

## Producción
La miniserie fue dirigida por Lisa Farzaneh, escrita por Erik Ahrnbom y Linn Gottfridsson (en el guion) y por Arne Dahl. Contó con la participación del productor Ulf Synnerholm, en apoyo con los ejecutivos Tasja Abel, Lars Blomgren, Wolfgang Feindt, Lena Haugaard, Christian Wikander y Henrik Zein, también participaron el productor asociado Frank Seyberth (de ZDF), el productor de posproducción Peter Bengtsson y el productor de línea Mattias Arehn.
La cinematografía estuvo a cargo de Erik Persson, mientras que la edición estuvo en manos de Tomas Beije y Hélène Berlin.
El primer episodio estrenado el 1 de mayo del 2015 con una duración de 58 minutos, mientras que el segundo episodio fue estrenado el 8 de mayo del 2015 tuno una duración también de 58 minutos, la miniserie duró de 2 horas en total.
En la miniserie participó la compañía de producción "Filmlance International AB". Fue distribuida por "Film1" en el 2015 en la televisión limitada en los Países Bajos, por "Sveriges Television (SVT)" en televisión en Suecia y por "Yleisradio (YLE)" en Finlandia en televisión.

### Emisión en otros países
| País        | Título                 | Fecha de Estreno    |
| ----------- | ---------------------- | ------------------- |
| Finlandia   | Arne Dahl: Kuolinmessu | 24 de marzo de 2015 |
| Reino Unido | Arne Dahl: Requiem     | -                   |